# Tetenbulls
Die Tetenbulls sind ein deutscher Floorball-Verein mit Sitz in Tetenbüll auf der Halbinsel Eiderstedt.

## Geschichte
Die Floorballsparte des TSV Tetenbülls besteht seit dem Jahr 2002. Zu Anfang gibt es nur wenige Mannschaften, jedoch ist der Zuspruch in der Region so groß, dass der Verein schnell wächst. Bald schon wird in der Altersklasse U14 im Challengecup-System um die Landesmeisterschaft gespielt. Die erste Saison der Mannschaft verläuft nicht sehr erfolgreich. Doch da sich die Sportart schnell weiterentwickelt, kommt es bald schon zu ersten Erfolgen. So nehmen insbesondere die Jugendmannschaften an einigen deutschen Meisterschaften teil. Im Jahr 2018 wird die U17-Mannschaft Deutscher Meister auf dem Großfeld.

## Erfolge
| Saison  | Mannschaft | Erfolg                                                          |
| ------- | ---------- | --------------------------------------------------------------- |
| 2003/04 | U14        | Landesmeister (Kleintor)                                        |
| 2005/06 | U18        | Aufstieg in die Regionalliga                                    |
| 2006/07 | U15        | Landesmeister                                                   |
| 2007/08 | U16        | Landesmeister                                                   |
|         |            | Vizedeutscher Meister                                           |
| 2008/09 | U19        | Landesmeister                                                   |
|         |            | Platz 3 bei den deutschen Meisterschaften                       |
| 2009/10 | U17        | Landesmeister                                                   |
|         |            | Platz 4 bei den deutschen Meisterschaften                       |
|         | U19        | Vizelandesmeister                                               |
|         | Erwachsene | Landesmeister                                                   |
|         |            | Platz 3 bei den deutschen Meisterschaften                       |
| 2010/11 | U13        | Vizelandesmeister (Kleintor)                                    |
|         | U15        | Aufstieg in die Regionalliga                                    |
|         | U19        | Landesmeister (Klein- und Großfeld)                             |
|         |            | Platz 4 bei den deutschen Meisterschaften                       |
|         | Erwachsene | Landesmeister                                                   |
| 2011/12 | U13        | Vizelandesmeister                                               |
|         | U19        | Landesmeister                                                   |
|         | Erwachsene | Landesmeister (Klein- und Großfeld)                             |
|         |            | Platz 7 bei den deutschen Meisterschaften 2012 (Kleinfeld)      |
| 2012/13 | U15        | Landesmeister                                                   |
|         |            | Platz 4 bei den deutschen Meisterschaften                       |
| 2013/14 |            | „Sterne des Sports“ den Stern in Bronze                         |
|         | U17        | Vizelandesmeister Großfeld                                      |
|         | Erwachsene | Vizelandesmeister Großfeld                                      |
| 2014/15 | U17        | Landesmeister auf dem Großfeld                                  |
| 2015/16 |            | Ausrichter deutsche Junioren-Floorballmeisterschaft in Garding. |
| 2017/18 | U17        | Ausrichter und Deutscher Meister                                |
|         |            |                                                                 |

## Ehemalige Spieler
Aufgrund der Jugendarbeit des Vereins gibt es einige bekannte Floorballer, die ihre Karriere in der Jugend der Tetenbulls starteten.
Dazu gehören Flemming Kühl, Lukas Bieger und Fabio Witte.